# Lilo și Stitch
Lilo și Stitch (Lilo & Stitch) este un film de animație și serial animat difuzat, în România, de Disney Channel și TVR1 și disponibil pe DVD. Premiera românească a filmului a avut loc pe 20 septembrie 2002, în varianta subtitrată, fiind disponibil și pe DVD din 31 ianuarie 2008.
Serialul a migrat la Disney Channel de la Disney Junior în 2016.

## Acțiune
Lilo este o fetiță hawaiiană care adoptă un „cățel” ciudat căruia îi pune numele Stitch. Stitch (Cosmin Seleși) este de fapt o creatură extraterestră scăpată de pe o planetă îndepărtată, aterizată pe Pământ. Prin dragoste, credință și „ohana” (conceptul hawaiian pentru familie), Lilo îl ajută pe Stitch să devină un personaj cald și simpatic căruia să-i pese de cei din jurul său.
Coloana sonoră include melodii de Elvis Presley.

### Serial
Serialul are ca temă experimentele savantului Jumba Jookiba, schimbându-se din bine în rău și găsindu-și locurile. Între timp, căpitanul Gantu și partenerul său, Experiment 625, încearcă să captureze experimente ca să îl impresioneze pe Doctor Hamsterviel. 
În total, serialul se întinde pe două sezoane, fiind precedat (în 2003) de Stitch! Filmul și urmat (în 2006) de filmele Stitch has a Glitch și Leroy și Stitch.

## Personaje
Printre personaje se numără:
- 626/Stitch, principalul protagonist al seriei și personajul lui Chris Sanders
- Lilo Pelekai, mai bun prieten și proprietar lui Stitch
- Dr. Jumba Jookiba, creatorul lui Stitch
- Agent Wendy Pleakley
- Nani Pelekai, sora mai mare a lui Lilo
- Căpitanul Gantu
- 625/Reuben
- Dr. Jacques von Hämsterviel
- Mertle Edmonds
- 624/Înger